# Chalk Outline
Chalk Outline è il primo singolo estratto dal quarto album dei Three Days Grace Transit of Venus.

## Video
Il video viene pubblicato il 5 ottobre. Il video mostra Adam Gontier che cammina attraverso una città, canta alla macchina fotografica e passa gli altri membri della band sulla strada, culminando con i quattro che si incontrano in una stanza buia, eseguendo la canzone.

## Tracce
1. Chalk Outline – 3:02

## Formazione
- Adam Gontier - voce
- Neil Sanderson - batteria, tastiera, cori
- Barry Stock - chitarra solista
- Brad Walst - basso